# Encefalitis por anticuerpos contra el receptor de NMDA

Estructura química del NMDA.

La encefalitis por anticuerpos contra el receptor de NMDA es una enfermedad inflamatoria autoinmumne grave pero potencialmente reversible con tratamiento. Está ocasionada por el desarrollo de anticuerpos contra la subunidad GluN1 del receptor NMDA (receptor N-metil-D-aspartato). Está caracterizada por un pródromo pseudogripal seguido del desarrollo de síntomas psiquiátricos «prominentes», crisis convulsivas y compromiso del estado de conciencia.
La enfermedad afecta a pacientes jóvenes, en su mayoría mujeres mayores de 18 años. Se asocia con tumores, principalmente, teratomas de ovario, por lo que puede considerarse un síndrome paraneoplásico. Dado que es una enfermedad rara, el diagnóstico puede ser difícil y confundirse con otras patologías, como enfermedades psiquiátricas y otros tipos de encefalitis. El tratamiento consiste principalmente en la administración de corticosteroides o inmunoglobulina intravenosa o con recambio plasmático. Además, en caso de existir, también debe tratarse el tumor. La enfermedad fue reconocida en 2005 y, dos años después, se describió por primera vez su fisipatología.

## Manifestaciones clínicas
De acuerdo con Kayser y Dalmau (2011), la encefalitis por anticuerpos contra el receptor de NMDA atraviesa una serie de fases discretas y predecibles. La enfermedad comienza —en aproximadamente el 70 % de los pacientes— con una fase prodrómica «pseudogripal» caracterizada por letargo, cefalea, náusea, diarrea, rinitis, mialgia y fiebre. Esta fase dura entre cinco y catorce días. Peery et al. (2012) señalan que, en este estadio, los pacientes que acuden a clínicas son dados de alta con diagnósticos de influenza o infección respiratoria aguda. Dos semanas después, la persona desarrolla síntomas psiquiátricos —fase psicótica o convulsiva— que incluyen: ansiedad, temor, manía, paranoia, psicosis —alucinaciones y delirios—, insomnio, apatía, depresión y crisis convulsivas. Posteriormente, se presentan las fases «inconsciente» —el paciente llega a urgencias porque ya no obedece comandos verbales. Además pueden mostrarse mudos y aquinéticos— e «hiperquinética». Esta última fase se caracteriza por «inestabilidad autonómica» que se presenta con trastornos del ritmo cardíaco, hipotensión (o hipertensión), hipoventilación e hipertermia (o hipotermia). También pueden observarse discinesias y automatismos —como movimientos mandibulares, bruxismo o gesticulación—.

### Síntomas psiquiátricos
Los síntomas psiquiátricos —más comunes en mujeres que en hombres— que se presentan en esta enfermedad son variados y, dada la ausencia de síntomas neurológicos, es común que los pacientes acudan a la consulta con un psiquiatra. Predominan los síntomas psicóticos, principalmente delirios, y los pensamientos y comportamientos desorganizados. Específicamente, dicen Kayser y Dalmau (2011), estos individuos muestran ansiedad, temor y agitación. También existe ideación paranoica y comportamientos extraños acompañados de cambios en la personalidad. Además, muchos pacientes también se tornan agresivos. Otras manifestaciones frecuentes son los delirios de grandeza y la hiperreligiosidad. Por otro lado, es común que el individuo sufra pérdidas de memoria a corto plazo. En niños se pueden observar cambios en el comportamiento, rabietas, irritabilidad e hiperactividad. Asimismo, el comportamiento puede ser agresivo o hipersexual. No obstante, por lo común, el primer síntoma reconocido en niños no es psiquiátrico, sino una convulsión, distonía o mutismo. En jóvenes adolescentes también se han reportado estados de manía con psicosis y catatonia.

## Fisiopatología
El receptor NMDA es un tipo específico de receptor ionotrópico de glutamato dependiente tanto de ligandos como de voltaje. Tienen un importante papel en la plasticidad sináptica relacionada con la memoria, la cognición y el comportamiento. Se conforma de combinaciones de diferentes subunidades (GluN1, GluN2 y GluN3) y, según Wells (2016), los pacientes con este tipo de encefalitis tienen autoanticuerpos contra el heterodímero GluN1/GluN2. Por su parte, los autoanticuerpos contra el receptor NMDA son inmunoglobulinas tipo G dirigidas contra los epítopos extracelulares de la subunidad GluN1. La unión del anticuerpo con el receptor provoca su internalización a la célula y conduce a la hipofunción.
El origen de estos anticuerpos varía. En buena parte de los casos se relaciona con una «neoplasia oculta» —regularmente teratomas benignos ocultos—. En el caso de existir, la neoplasia induciría «la expansión inicial de las células T y B y la producción de anticuerpos específicos contra el tumor» que, sin embargo, tendrían efectos de reactividad cruzada con los receptores de NMDA, dado que los teratomas contienen diversos tipos de células, incluyendo células nerviosas. Se ha sugerido que una infección viral —por ejemplo, el virus del herpes simple es un desencadenante de la enfermedad— podría ocasionar alteraciones en la barrera hematoencefálica y permitir el paso de los anticuerpos al sistema nervioso.
No obstante, Peery et al. (2012) señalan que el tumor podría no ser necesario para el desarrollo de la encefalitis. En su lugar, «la infección prodrómica podría actuar como desencadenante antigénica para la expansión de los linfocitos específicos contra el receptor de NMDA por medio de mimetismo molecular». Otra posibilidad es el desarrollo de anticuerpos contra el receptor NMDA en otras partes del organismo, puesto que tal receptor y sus subunidades se ubican también en otros lugares como el riñón, las células beta, el miocardio y el pulmón. Si los tejidos que los contienen se infectan, «las proteínas y los patrones moleculares asociados al patógeno de los tejidos infectados» son captados por las células presentadoras de antígenos —macrófagos, principalmente—. Estas últimas tendrían la capacidad de «romper la tolerancia de las células T», que hasta ese momento funge como mecanismo que evita el desarrollo de la autoinmunidad.

## Diagnóstico
Para la confirmación diagnóstica de esta enfermedad se necesitan estudios del líquido cefalorraquídeo (LCR). En este sentido, Wells (2016) asegura que en el 94 % de los pacientes hay alteraciones en el LCR, por lo común, pleocitosis de predominio linfocítico. Por otra parte, el 30 % de los individuos muestran niveles elevados de proteínas y 66 % tienen bandas oligoclonales específicas en el LCR. Otros estudios empleados para el diagnóstico son el electroencefalograma (EEG) y la tomografía por resonancia magnética. Mientras que la tomografía es normal en dos tercios de los pacientes, en el 90 % hay anormalidades en el EEG. En este último se observa lentificación no específica y desorganización de la actividad de fondo. Además, en la fase catatónica se observa actividad rítmica.
Barry et al. (2015) indican que esta prueba ayuda a diferenciar entre otros tipos de encefalitis y trastornos psiquiátricos primarios. El diagnóstico definitivo se realiza mediante la detección, en sangre o LCR —estándar de oro—, de los anticuerpos contra el receptor de NMDA. La detección de los anticuerpos en suero sanguíneo y LCR se puede realizar mediante inmunohistoquímica de cerebro de ratón, ensayo basado en células —con células HEK 293— o con cultivo de neuronas de hipocampo de ratón. Kayser y Dalmau (2011) agregan que una de las preocupaciones principales en mujeres en las que se sospeche esta enfermedad debe ser la búsqueda de un teratoma de ovario por medio de una tomografía por resonancia magnética, una tomografía computarizada o por ultrasonido.

### Diagnóstico diferencial
En el diagnóstico diferencial se deben considerar otras encefalitis autoinmunes o virales, como la causada por herpesvirus humano 6. Además de otras enfermedades autoinmunes, como el síndrome de Sjögren o el síndrome antifosfolípidos, intoxicación por monóxido de carbono, metanol, cianuro o drogas ilícitas, porfiria y enfermedades mitocondriales. Wells (2016) agrega los tumores del lóbulo temporal, la metástasis cerebral, el lupus eritematoso sistémico, la encefalitis de Hashimoto y presentaciones primarias de epilepsia y trastornos psiquiátricos. En este sentido, se deben descartar los trastornos psicóticos y los esquizofreniformes.

## Tratamiento
El tratamiento de la encefalitis por anticuerpos contra el receptor de NMDA consiste en medidas de apoyo, tratamiento sintomático, inmunoterapia y extracción del tumor, en caso de darse el caso. En primer lugar se recomienda la administración de grandes dosis de corticosteroides e inmunoglobulina intravenosa y recambio plasmático, además del tratamiento de los tumores. Dado que las alteraciones en el comportamiento pueden obstaculizar el tratamiento, es común la sedación en los pacientes antes del recambio. Como tratamiento de segunda línea se consideran el rituximab y la ciclofosfamida y, como tal, se emplean en pacientes en los que no funciona el tratamiento de primera línea. Por otra parte, aproximadamente el 75 % logran recuperarse o sufren de secuelas menores, el resto fallecen o sobreviven con secuelas graves. En este sentido, el tratamiento temprano se asocia a un mejor pronóstico.
Wells (2016) señala que el tratamiento con esteroides «varía e incluye dexametasona o grandes dosis de metilprednisolona, administrados de tres a cinco días con o sin reducción gradual». Estos fármacos se suelen combinar con la inmunoglobulina intravenosa. Por otra parte, Barry et al. (2015) indican que los síntomas y comportamientos psicóticos son tratados con antipsicóticos —Kayser y Dalmau (2011) sugieren inicialmente emplear quetiapina y señalan que la clorpromazina es útil en pacientes que rechazan la medicación oral, aunque enfatizan en evitar antipsicóticos potentes—, aunque estos medicamentos pueden dificultar el diagnóstico. Con relación a las alteraciones del sueño que regularmente se presentan, la clonidina y las benzodiazepinas han sido «exitosas» en su tratamiento. Estas últimas —como el lorazepam— también se emplean en el caso de los síntomas catatónicos. De no responder, la catatonia suele ser tratada con terapia electroconvulsiva. La inmunosupresión se ha mantenido, en algunos pacientes, hasta un año. Otros elementos del tratamiento de soporte son los antiepilépticos, la fisioterapia, el manejo «ambiental y medicinal» del sueño, la ventilación mecánica para la hipoventilación y la terapia para los problemas del habla.

## Epidemiología
La incidencia de esta enfermedad se desconoce. No obstante, la información epidemiológica siguiere que esta «podría ser la causa más común de encefalitis autoinmune después de la encefalitis desmielinizante». Un estudio con 577 pacientes —entre 1 y 85 años; 212 tenían menos de 18 años— encontró una mayor afectación en mujeres —81 % de los casos— y que la frecuencia de hombres era mayor en grupos de edad menores a los 12 años y mayores a los 45. Por otro lado, el 38 % de los individuos tenían una neoplasia —predominaron ampliamente los teratomas ováricos (94 %)— y de ellos el 46 % eran mujeres. Al cabo de 24 meses, 394 pacientes mostraron una recuperación favorable y 30 fallecieron.